# A Hero Never Dies
A Hero Never Dies (真心英雄) è un film del 1998 diretto da Johnny To.

## Trama
Jack e Martin sono membri di triadi cinesi rivali nel bel mezzo di una guerra tra bande. Entrambi i loro capibanda amano ricevere consigli da un indovino che vive in Thailandia. Durante un viaggio, la banda di Martin fa un agguato a quella di Jack in un albergo tailandese: qui si consuma una sparatoria, in cui sia Martin che Jack restano gravemente feriti. Il capo della banda di Jack, che era in albergo, scappa. In seguito, i leader delle due gang, il signor Fong e il signor Yam, fanno la pace. Nel frattempo, Jack e Martin sono ricoverati in ospedale...

## Riconoscimenti
- 1999 - Golden Bauhinia Awards
  - Nomination Miglior regia a Johnnie To
  - Nomination Miglior attrice a Fiona Leung
- 1999 - Hong Kong Film Critics Society Awards
  - Miglior regia a Johnnie To
- 1999 - Hong Kong Film Awards
  - Nomination Miglior attrice a Fiona Leung
  - Nomination Miglior costumista/truccatore a Bruce Yu, Steven Tsang
- 1999 - Far East Film Festival
  - Gelso d'oro a Johnnie To